# República Haiduque de Mijat Tomić
A República Haiduque de Mijat Tomić (Hajdučka Republika Mijata Tomića) é uma propriedade privada, espalhada por sete hectares entre as montanhas de Vran e Čvrsnica, e um destino turístico, sendo uma micronação fictícia autoproclamada na Bósnia e Herzegovina, no meio do Parque Natural Blidinje nas partes ao noroeste da região da Herzegovina.

## Visão geral
O fundador e primeiro governante foi o proprietário de um motel, Vinko Vukoja – Lastvić. A república foi fundada no dia de Diva Grabovčeva (29 de junho) em 2002, em homenagem ao famoso haiduque Mijat Tomić, que tinha seu esconderijo nas cavernas próximas. A sede desta república está no motel Hajdučke vrleti, cujo proprietário é o único governante dessa micronação que abrange a área dentro do pico mais alto da montanha Vran, a capela de sv. Ante e a rodovia Risovac-Kedžara. Possui 73 ministérios. 
Esta república tem seu cônsul e portparolle. Seu dia de criação de estado é em 5 de junho. Essa república também tem sua Constituição, bandeira, passaporte, território e fronteiras. A formação de partidos políticos é terminantemente proibida, assim como qualquer negociação com política, já que "não é bom para a saúde humana".
Sua bandeira de estado tem um fundo branco; no canto superior esquerdo está o brasão de estado vermelho - um tabuleiro de xadrez, e no meio está em cor azul marcada a imagem de Mijat Tomić. 

## História
Os problemas começaram quando Vinko Vukoja quis resolver um problema de conexão com a rede de alimentação principal. Como essa área estava em terras não reclamadas - três municípios (Posušje, Tomislavgrad e Jablanica) não chegaram num consenso durante anos sobre em qual deles recaía a responsabilidade sobre a área, e sempre que o dono do motel pedia a qualquer um dos municípios para resolver o seu problema, eles o rejeitavam, dizendo não era problema deles, e o encaminhavam para um dos outros dois municípios. Finalmente, ele resolveu isso com seu dinheiro.
Então, naquela alegada "terra de ninguém", em 2002, a República Haiduque foi proclamada. No dia da proclamação, a SFOR foi alarmada por algumas pessoas. Assim que a SFOR viu a verdadeira natureza desse projeto, deixaram-no no mesmo dia. A república não tem ambições separatistas ou hegemônicas.
Graças a esse divertido projeto de protesto, seu motel se tornou um dos lugares mais populares do oeste da Herzegovina. Todos os anos, ocorre a manifestação Triba slagat i ostat živ (Mentir e permanecer vivo). Esse projeto atraiu a atenção dos meios de comunicação da Bósnia, Croácia e Sérvia, bem como de alguns meios de comunicação fora dos Bálcãs. 
Em 16 de outubro de 2009, o presidente Vinko Vukoja morreu em um acidente de carro. Sua filha Marija herdou sua posição e o título de harambaša (chefe).[carece de fontes?]

## Moeda
O kubura é a moeda da República Haiduque de Mijat Tomić.[carece de fontes?]